# 2007 en rugby à XIII
| Années du rugby à XIII : 2004 - 2005 - 2006 - 2007 - 2008 - 2009 - 2010    |
| Décennies du rugby à XIII : 1970 - 1980 - 1990 - 2000 - 2010 - 2020 - 2030 |

Cet article présente Les faits marquants de l'année 2007 en rugby à XIII.

## Principales compétitions
- Championnat de France (du 6 octobre 2006 au 27 mai 2007)
- Coupe d'Angleterre de rugby à XIII (du 4 février 2007 au 25 aout 2007)
- National Rugby League
- State of Origin (du 23 mai 2007 au 4 juillet 2007)
- Super League (du mai 2007 au octobre 2007)

## Événements

### Février
- 23 février : victoire de St Helens Rugby League Football Club contre les Brisbane Broncos au World Club Challenge sur le score de 18-14 devant  23 207 spectateurs au Reebok Stadium[1].

### Avril
- 20 avril : victoire de l’Australie contre la Nouvelle-Zélande au ANZAC Test sur le score de 30-6[2].

### Mai
- 1er mai : victoire du XIII Baroudeur de Pia contre l’AS Carcassonne XIII en Coupe de France[3].
- 3 mai : victoire de City contre Country sur le score de 12-6 au City vs Country Origin[4].
- 27 mai : victoire des Queensland Reds contre la Nouvelle-Galles du Sud lors du premier match du State of Origin[5].

### Juin
- 13 juin : victoire des Queensland Reds contre la Nouvelle-Galles du Sud lors du deuxième match du State of Origin[6].

### Juillet
- 4 juillet : victoire des Queensland Reds contre la Nouvelle-Galles du Sud lors du troisième match du State of Origin[7].

### Août
- 25 août : victoire de Saint-Helens contre les Dragons catalans sur le score de 30-8 à Wembley pour la finale de la Challenge Cup[8].

### Septembre
- 30 septembre : victoire des Melbourne Storm contre les Manly-Warringah Sea Eagles sur le score de 34-8 lors de la finale de la National Rugby League[9],[Note 1].

### Octobre
- victoire de Leeds contre St Helens sur le score de 33-6 en finale de la Super League[10].

## Principaux décès
- André Fabry, international français né en 1938 ;
- Mike Gregory (en), international écossais et gallois né en 1964[11] ;
- Armand Balent, né en 1922 ;
- Frank Hyde (en), joueur, puis entraîneur de rugby à XIII et commentateur sportif australien, né en 1916 ;
- Trevor Allan, international australien né en 1926 ;
- Douglas Greenall, joueur anglais né en 1927 ;
- James Ledgard, international anglais né en 1922 ;
- Michel Baccichetti, joueur français né en 1951 ;
- Victor Larroudé, international français né en 1931 ;
- Laurent Faletti, international français né en 1939 ;
- Roger Estrada, international français né en 1924 ;
- Yves Prévost, joueur français né en 1948 ;
- Alain Vernis, joueur français né en 1919 ;
- Marius Miseroux, joueur français né en 1917.